# Marta Morazzoni
Marta Morazzoni (ur. w 1950 w Mediolanie) – włoska pisarka i tłumaczka.
Studiowała filozofię na Uniwersytecie w Mediolanie, pracuje jako nauczycielka w szkole średniej w Gallarate. Interesuje się kulturą i literaturą krajów północnej Europy, tłumaczyła na włoski utwory m.in. Edith Wharton i Olafa Olafssona. Jej debiutem literackim był opublikowany w 1986 roku zbiór opowiadań La ragazza col turbante (Dziewczyna w turbanie). W 1997 roku jej powieść Il caso Courrier została uhonorowana nagrodą Premio Campiello.

## Wybrana twórczość
- La ragazza col turbante (1986)
- L'invenzione della verità (1988)
- Casa materna (1992)
- L'estuario (1996)
- Il caso Courrier (1997)
- Un incontro inatteso per il consigliere Goethe (2005)
- La città del desiderio, Amsterdam (2006)
- Trentasette libri e un cane (2008)